# Villa Giacomina

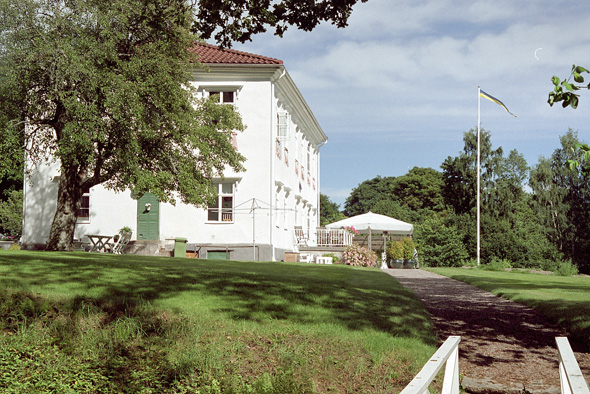
Villa Giacomina

Die Villa Giacomina liegt im Ort Stenhammar am Ufer des Vänersees etwa 5 Kilometer nördlich der schwedischen Stadt Lidköping.
Die Villa Giacomina war ursprünglich ein kleines Lustschloss, das um 1800 von Claes Julius Ekeblad errichtet wurde. 1818 erwarb Graf Gustav Piper das Lustschloss und ließ es im italienischen Stil umbauen. Auch zwei freistehende Flügelgebäude wurden dazu gebaut. Gustav Piper benannte das Schloss nach der italienischen Form des Namens seiner 1816 verstorbenen Gattin Jacquette in Villa Giacomina um.
Die Villa ist von einem englischen Park umgeben. Im Park liegt ein Lusthäuschen aus dem Jahr 1795. Seit 1979 steht die Anlage als Byggnadsminne unter Denkmalschutz.